# Deus na Fé Bahá'í
O conceito de Deus, na Fé Bahá'í, é essencialmente monoteísta. Deus é o ser imperecível, jamais inventado, que é a fonte de toda a existência. Ele é descrito como "um deus pessoal, ininteligível, inacessível, a fonte de toda a revelação, eterno, onisciente, onipresente e onipotente". Embora transcendente e diretamente inacessível, sua imagem é refletida em sua criação. O propósito da criação é para que aquilo que foi criado tenha a capacidade de conhecer e amar o seu criador. Deus comunica sua vontade e propósito para a humanidade através de intermediários, chamados Manifestação de Deus, que são os profetas e mensageiros que fundaram religiões desde os tempos pré-históricos até os dias atuais.
O ensinamento Bahá'í diz que há apenas um deus e que sua essência é absolutamente inacessível do plano físico de existência e que, portanto, sua realidade é totalmente incompreensível. Apesar disto, todas as concepções de Deus da humanidade que foram derivadas ao longo da história são puramente manifestações da mente humana e nunca amostras da natureza da essência de Deus. Enquanto a essência de Deus é inacessível, uma forma de conhecimento subordinada está disponível pela meditação e por mensageiros divinos, chamados Manifestação de Deus. As Manifestações de Deus refletem os atributos divinos, que são criações de Deus feitas para a iluminação espiritual no plano físico da existência. Todos os seres físicos refletem ao menos um destes atributos e a alma humana pode potencialmente possuir todos eles. Shoghi Effendi, o guardião da Fé Bahá'í, descreveu Deus como inacessível, onisciente, todo-poderoso, pessoal e racional e rejeitou as crenças panteísticas, antropomórficas e reencarnacionistas.